# Manophylax futabae
Manophylax futabae là một loài Trichoptera trong họ Apataniidae. Chúng phân bố ở miền Cổ bắc.